# 僕らの自由
「僕らの自由」（ぼくらのじゆう）は、美郷あきの20作目のシングル。2010年11月24日にLantisから発売された。

## 概要
遠藤正明とのコンピレーションシングルである「最後のエデン/星海を往く希望の歌」から2ヶ月ぶりのリリースであり、美郷単独名義としては2010年4作目のシングル。山田高弘にとっては数少ない自作詞曲である表題曲「僕らの自由」は、テレビアニメ『スーパーロボット大戦OG -ジ・インスペクター-』前期エンディングテーマとして使用された。

## 収録曲
1. 僕らの自由 [3:54] 
  - 作詞・作曲・編曲：山田高弘
2. 君といるから [4:03] 
  - 作詞：古屋真、作曲・編曲：藤澤慶昌
3. 僕らの自由（off vocal）
4. 君といるから（off vocal）

## タイアップ
- テレビアニメ『スーパーロボット大戦OG -ジ・インスペクター-』前期エンディングテーマ